# 坂西利八郎

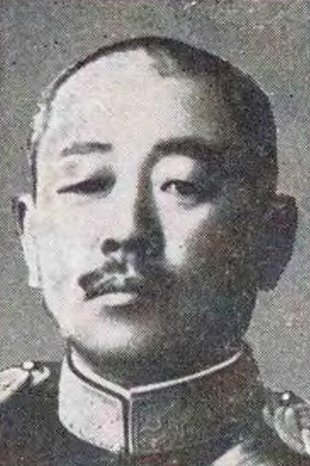
坂西利八郎

坂西 利八郎（ばんざい りはちろう、1871年2月5日（明治3年12月16日） - 1950年（昭和25年）5月30日）は、日本の陸軍軍人、政治家。最終階級は陸軍中将。貴族院議員。日本陸軍きっての支那通として知られた。

## 経歴
和歌山県出身。坂西良一砲兵大尉の長男として生まれる。陸軍幼年学校を経て、1891年（明治24年）7月、陸軍士官学校（2期）を卒業。翌年3月、砲兵少尉に任官し野砲兵第6連隊付となる。1895年（明治28年）2月から翌年3月まで日清戦争に出征。1896年（明治29年）11月、陸軍砲工学校高等科を卒業。さらに、1900年（明治33年）12月、陸軍大学校（14期）を優等で卒業し参謀本部出仕、参謀本部員をつとめた。
1902年（明治35年）4月北京駐在武官として初めて清国に赴任するや、1904年（明治37年）直隷総督・袁世凱の軍事顧問に任用され、袁が軍機大臣に転任したことを機に退いて1908年（明治41年）5月に帰国。野砲兵第12連隊付から約一年間の欧州視察を経て翌年8月に帰国し、野砲兵第12連隊付へ帰任、野砲兵第9連隊長となる。
1911年（明治44年）辛亥革命の勃発を受けて再び大陸への出張を命ぜられ、1912年（大正2年）中華民国大総統府に聘用され再び袁世凱の軍事顧問に就任（この間に対華21カ条要求が起きている）。袁の病歿後、大総統を継いだ黎元洪、馮国璋、徐世昌、再び黎元洪、曹錕、段祺瑞（臨時執政）ら7代にわたって元首の軍事顧問をつとめ、張作霖が北京に入った1927年（昭和2年）に任期を終え帰国、まもなく予備役に編入された。同年4月18日から1946年（昭和21年）5月14日まで貴族院議員を勤めた。またこの間、太平洋会議の委員にも選任され中国問題を担任した。
1917年（大正6年）8月に陸軍少将、1921年（大正10年）7月に陸軍中将に進級している。
戦後、公職追放となり、1950年（昭和25年）5月30日、脳出血のため鎌倉市腰越の自宅で死去。

## 栄典
位階
- 1892年（明治25年）7月6日 - 正八位[5]
- 1897年（明治30年）12月15日 - 正七位[6]
- 1903年（明治36年）3月20日 - 従六位[7]
- 1907年（明治40年）12月27日 - 正六位[8]
- 1927年（昭和2年）5月16日 - 従三位[9]

勲章等
- 1895年（明治28年）11月30日 - 勲六等瑞宝章[10]
- 1906年（明治39年）4月1日 - 功四級金鵄勲章・勲四等旭日小綬章・明治三十七八年従軍記章[11]
- 1914年（大正3年）5月16日 - 勲三等瑞宝章[12]
- 1915年（大正4年）11月7日 - 旭日中綬章・大正三四年従軍記章[13]
- 1918年（大正7年）9月29日 - 勲二等瑞宝章[14]
- 1920年（大正9年）11月1日 - 旭日重光章・大正三年乃至九年戦役従軍記章[15]
- 1940年（昭和15年）11月10日 - 紀元二千六百年祝典記念章[16]

外国勲章佩用允許
- 1908年（明治41年）7月2日 - 大清帝国：二等第二双竜宝星[17]

## 親族
- 養嗣子 坂西一良（陸軍中将）
- 弟 坂西又八（海軍大佐）・坂西平八（陸軍少将）

## 著書
- 『隣邦を語る - 坂西将軍講演集』坂西将軍講演集刊行会、1933年。